# 3 Dywizja Piechoty Gwardii (Imperium Rosyjskie)
3 Dywizja Piechoty Gwardii (ros. 3-я гвардейская пехотная дивизия) – wielka jednostka piechoty Gwardii Imperium Rosyjskiego.
Dywizja stacjonowała w garnizonie Warszawa. Wchodziła w skład 23 Korpusu Armijnego.

## Struktura organizacyjna
Organizacja w 1914
- Dowództwo 3 Dywizji Piechoty Gwardii
- 1 Brygada
  - Litewski pułk lejbgwardii
  - Lejb-Gwardyjski Keksholmski Pułk im. Cesarza Austriackiego.
- 2 Brygada
  - Lejb-Gwardyjski Sankt-Petersburski Pułk Króla Fryderyka Wilhelma III
  - Lejb-Gwardyjski Wołyński pułk
- 3 Lejb-Gwardyjska Brygada Artylerii